# CONCACAF Gold Cup 1998
De CONCACAF Gold Cup 1998 was de vierde editie van de CONCACAF Gold Cup, het voetbalkampioenschap van Noord- en Centraal-Amerika. Het toernooi werd gehouden in Los Angeles, Miami en Oakland. Het duurde van 1 februari tot 14 februari 1998.
Dit keer waren er 10 teams verdeeld over 3 groepen van 4 (Groep A) of 3 (Groep B en Groep C) landen. De nummers 1 en de nummer 2 van Groep A gingen door naar de halve finales. Brazilië was uitgenodigd.

## Kwalificatie
Er werd een play off gespeeld tussen de nummer 2 van Caribbean Cup 1996 en de nummer 2 van de Caribbean Cup 1997.
|                                 |      |       |                      |                    |
| 15 juli 1997 «onderlinge duels» | Cuba | 2 – 0 | Saint Kitts en Nevis | Trinidad en Tobago |
| 15 juli 1997 «onderlinge duels» |      |       |                      | Trinidad en Tobago |

Cuba gekwalificeerd voor het hoofdtoernooi.

## Deelnemende landen
| Team                                                                      | Kwalificatie           | Aantal deelnames       |
| Noord-Amerikaanse zone                                                    | Noord-Amerikaanse zone | Noord-Amerikaanse zone |
| ------------------------------------------------------------------------- | ---------------------- | ---------------------- |
| Verenigde Staten                                                          | Gastland               | 4de                    |
| Mexico (t)                                                                | Automatisch            | 4de                    |
| Caraïben gekwalificeerd na deelname aan de Caribbean Cup 1997             |                        |                        |
| Trinidad en Tobago                                                        | Winnaar                | 3de                    |
| Cuba                                                                      | Play off               | 1ste                   |
| Jamaica                                                                   | Verving Canada         | 3ste                   |
| Centraal-Amerika gekwalificeerd na deelname aan de UNCAF Nations Cup 1997 |                        |                        |
| Costa Rica                                                                | Winnaar                | 3de                    |
| Guatemala                                                                 | 2e plek                | 3de                    |
| El Salvador                                                               | 3e plek                | 2de                    |
| Honduras                                                                  | 4e plek                | 4de                    |
| Uitgenodigd land                                                          |                        |                        |
| Brazilië                                                                  |                        | 2de                    |

- (t) = titelverdediger

## Speelsteden
| Oakland                              | Los Angeles                                      |
| ------------------------------------ | ------------------------------------------------ |
| O.co Coliseum Capaciteit: 64.593     | Los Angeles Memorial Coliseum Capaciteit: 63.026 |
|                                      |                                                  |
| Miami                                | · Miami Oakland Los Angeles                      |
| Miami Orange Bowl Capaciteit: 74.476 | · Miami Oakland Los Angeles                      |
|                                      | · Miami Oakland Los Angeles                      |

## Scheidsrechters
| Naam                 | Geboren    | Duels | Kreeg geel | Kreeg voor de tweede keer geel en dus rood | Weggestuurd |
| -------------------- | ---------- | ----- | ---------- | ------------------------------------------ | ----------- |
| Ali Bujsaim          | 09/09/1959 | 3     | 12         | -                                          | -           |
| Mohammed Abdullah    |            | 2     | 6          | 1                                          | -           |
| Rodrigo Badilla      | 22/06/1957 | 2     | 8          | -                                          | -           |
| Esfandiar Baharmast  | 11/03/1954 | 2     | 13         | -                                          | 1           |
| Arturo Brizio Carter | 09/03/1956 | 2     | 4          | -                                          | -           |
| Ramesh Ramdhan       | 25/07/1960 | 2     | 5          | -                                          | -           |
| Mourad Daami         | 15/08/1962 | 1     | 2          | -                                          | -           |
| Peter Prendergast    | 23/09/1963 | 1     | 3          | -                                          | -           |
| Wilson Souza         | 16/08/1964 | 1     | 1          | -                                          | -           |
| Totaal               | Totaal     | 16    | 54         | 1                                          | 1           |

## Groepsfase

### Groep A
| Land        | Wed | Win | Gel | Ver | DV | DT | +/− | Pnt |
| ----------- | --- | --- | --- | --- | -- | -- | --- | --- |
| Jamaica     | 3   | 2   | 1   | 0   | 5  | 2  | +3  | 7   |
| Brazilië    | 3   | 1   | 2   | 0   | 5  | 1  | +4  | 5   |
| Guatemala   | 3   | 0   | 2   | 1   | 3  | 4  | –1  | 2   |
| El Salvador | 3   | 0   | 1   | 2   | 0  | 6  | –6  | 0   |

|                                    |                  |       |           | |
| 1 februari 1998 «onderlinge duels» | El Salvador      | 0 – 0 | Guatemala | Los Angeles Memorial Coliseum, Los Angeles Toeschouwers: 26.391 Scheidsrechter: Ali Bujsaim ( Verenigde Arabische Emiraten) |
| 1 februari 1998 «onderlinge duels» | Wedstrijdverslag |       |           | Los Angeles Memorial Coliseum, Los Angeles Toeschouwers: 26.391 Scheidsrechter: Ali Bujsaim ( Verenigde Arabische Emiraten) |

|                                    |                  |       |         |                                                                                                 |
| 3 februari 1998 «onderlinge duels» | Brazilië         | 0 – 0 | Jamaica | Orange Bowl, Miami Toeschouwers: 43.754 Scheidsrechter: Esfandiar Baharmast ( Verenigde Staten) |
| 3 februari 1998 «onderlinge duels» | Wedstrijdverslag |       |         | Orange Bowl, Miami Toeschouwers: 43.754 Scheidsrechter: Esfandiar Baharmast ( Verenigde Staten) |

|                                    |             |                  |           |                                                                                              |
| 5 februari 1998 «onderlinge duels» | Brazilië    | 1 – 1            | Guatemala | Orange Bowl, Miami Toeschouwers: 17.842 Scheidsrechter: Ramesh Ramdhan ( Trinidad en Tobago) |
| 5 februari 1998 «onderlinge duels» | Romário 79' | Wedstrijdverslag | Plata 90' | Orange Bowl, Miami Toeschouwers: 17.842 Scheidsrechter: Ramesh Ramdhan ( Trinidad en Tobago) |

|                                    |             |                  |                                       | |
| 8 februari 1998 «onderlinge duels» | El Salvador | 0 – 4            | Brazilië                              | Los Angeles Memorial Coliseum, Los Angeles Toeschouwers: 55.017 Scheidsrechter: Rodrigo Badilla ( Costa Rica) |
| 8 februari 1998 «onderlinge duels» |             | Wedstrijdverslag | Edmundo 7' Romário 19' Élber 87', 90' | Los Angeles Memorial Coliseum, Los Angeles Toeschouwers: 55.017 Scheidsrechter: Rodrigo Badilla ( Costa Rica) |

|                                    |                        |                  |                            | |
| 8 februari 1998 «onderlinge duels» | Guatemala              | 2 – 3            | Jamaica                    | Los Angeles Memorial Coliseum, Los Angeles Toeschouwers: 55.017 Scheidsrechter: Arturo Brizio Carter ( Mexico) |
| 8 februari 1998 «onderlinge duels» | Plata 16' Westphal 84' | Wedstrijdverslag | Hall 14', 67' Williams 55' | Los Angeles Memorial Coliseum, Los Angeles Toeschouwers: 55.017 Scheidsrechter: Arturo Brizio Carter ( Mexico) |

|                                    |                       |                  |             | |
| 9 februari 1998 «onderlinge duels» | Jamaica               | 2 – 0            | El Salvador | Los Angeles Memorial Coliseum, Los Angeles Toeschouwers: 26.391 Scheidsrechter: Mohammed Nazri ( Maleisië) |
| 9 februari 1998 «onderlinge duels» | Gayle 41' Simpson 62' | Wedstrijdverslag |             | Los Angeles Memorial Coliseum, Los Angeles Toeschouwers: 26.391 Scheidsrechter: Mohammed Nazri ( Maleisië) |

### Groep B
| Land               | Wed | Win | Gel | Ver | DV | DT | +/− | Pnt |
| ------------------ | --- | --- | --- | --- | -- | -- | --- | --- |
| Mexico             | 2   | 2   | 0   | 0   | 6  | 2  | +4  | 6   |
| Trinidad en Tobago | 2   | 1   | 0   | 1   | 5  | 5  | 0   | 3   |
| Honduras           | 2   | 0   | 0   | 2   | 1  | 5  | –4  | 0   |

|                                    |           |                  |                         |                                                                                             |
| 1 februari 1998 «onderlinge duels» | Honduras  | 1 – 3            | Trinidad en Tobago      | Oakland Coliseum, Oakland Toeschouwers: 11.234 Scheidsrechter: Peter Prendergast ( Jamaica) |
| 1 februari 1998 «onderlinge duels» | Pavón 66' | Wedstrijdverslag | Nixon 35' John 39', 70' | Oakland Coliseum, Oakland Toeschouwers: 11.234 Scheidsrechter: Peter Prendergast ( Jamaica) |

|                                    |                                             |                  |                        |                                                                                    |
| 4 februari 1998 «onderlinge duels» | Mexico                                      | 4 – 2            | Trinidad en Tobago     | Oakland Coliseum, Oakland Toeschouwers: 17.256 Scheidsrechter: Mendoça ( Brazilië) |
| 4 februari 1998 «onderlinge duels» | Ramírez 37' Hernández 63', 82' Palencia 65' | Wedstrijdverslag | Marcelle 59' Nixon 75' | Oakland Coliseum, Oakland Toeschouwers: 17.256 Scheidsrechter: Mendoça ( Brazilië) |

|                                    |                 |                  |          | |
| 7 februari 1998 «onderlinge duels» | Mexico          | 2 – 0            | Honduras | Oakland Coliseum, Oakland Toeschouwers: 36.240 Scheidsrechter: Esfandiar Baharmast ( Verenigde Staten) |
| 7 februari 1998 «onderlinge duels» | Blanco 22', 86' | Wedstrijdverslag |          | Oakland Coliseum, Oakland Toeschouwers: 36.240 Scheidsrechter: Esfandiar Baharmast ( Verenigde Staten) |

### Groep C
| Land             | Wed | Win | Gel | Ver | DV | DT | +/− | Pnt |
| ---------------- | --- | --- | --- | --- | -- | -- | --- | --- |
| Verenigde Staten | 2   | 2   | 0   | 0   | 5  | 1  | +4  | 6   |
| Costa Rica       | 2   | 1   | 0   | 1   | 8  | 4  | +4  | 3   |
| Cuba             | 2   | 0   | 0   | 2   | 2  | 10 | –8  | 0   |

|                                    |                                          |                  |      |                                                                                        |
| 1 februari 1998 «onderlinge duels» | Verenigde Staten                         | 3 – 0            | Cuba | Oakland Coliseum, Oakland Toeschouwers: 11.234 Scheidsrechter: Mourad Daami ( Tunesië) |
| 1 februari 1998 «onderlinge duels» | Wegerle 55' Wynalda 58' Moore 76' (pen.) | Wedstrijdverslag |      | Oakland Coliseum, Oakland Toeschouwers: 11.234 Scheidsrechter: Mourad Daami ( Tunesië) |

|                                    |                                                                 |                  |                         |                                                                                               |
| 4 februari 1998 «onderlinge duels» | Costa Rica                                                      | 7 – 2            | Cuba                    | Oakland Coliseum, Oakland Toeschouwers: 17.256 Scheidsrechter: Arturo Brizio Carter ( Mexico) |
| 4 februari 1998 «onderlinge duels» | Berry 3' Wanchope 21', 32', 64', 78' López 29' (pen.) Myers 44' | Wedstrijdverslag | Martén 50' Sebrango 90' | Oakland Coliseum, Oakland Toeschouwers: 17.256 Scheidsrechter: Arturo Brizio Carter ( Mexico) |

|                                    |                   |                  |            |                                                                                           |
| 7 februari 1998 «onderlinge duels» | Verenigde Staten  | 2 – 1            | Costa Rica | Oakland Coliseum, Oakland Toeschouwers: 36.240 Scheidsrechter: Mohammed Nazri ( Maleisië) |
| 7 februari 1998 «onderlinge duels» | Pope 7' Preki 78' | Wedstrijdverslag | Oviedo 56' | Oakland Coliseum, Oakland Toeschouwers: 36.240 Scheidsrechter: Mohammed Nazri ( Maleisië) |

## Knock-outfase
|  | halve finale              | halve finale              |   |                           | finale                    | finale |
|  |                           |                           |   |                           |                           |        |
|  | 10 februari – Los Angeles |                           |   |                           |                           |        |
|  | Verenigde Staten          | 1                         |   |                           |                           |        |
|  | Brazilië                  | 0                         |   |                           |                           |        |
|  |                           |                           |   |                           |                           |        |
|  |                           |                           |   |                           | 15 februari – Los Angeles |        |
|  |                           |                           |   |                           | Verenigde Staten          | 0      |
|  |                           | Mexico                    | 1 |                           |                           |        |
|  |                           |                           |   |                           |                           |        |
|  |                           |                           |   |                           | derde plaats              |        |
|  | 12 februari – Los Angeles | 12 februari – Los Angeles |   | 14 februari – Los Angeles | 14 februari – Los Angeles |        |
|  | Jamaica                   | 0                         |   | Brazilië                  | 1                         |        |
|  | Mexico                    | 1                         |   |                           | Jamaica                   | 0      |

### Halve finale
|                                     |                  |                  |          | |
| 10 februari 1998 «onderlinge duels» | Verenigde Staten | 1 – 0            | Brazilië | Los Angeles Memorial Coliseum, Los Angeles Toeschouwers: 12.298 Scheidsrechter: Ali Bujsaim ( Verenigde Arabische Emiraten) |
| 10 februari 1998 «onderlinge duels» | Preki 65'        | Wedstrijdverslag |          | Los Angeles Memorial Coliseum, Los Angeles Toeschouwers: 12.298 Scheidsrechter: Ali Bujsaim ( Verenigde Arabische Emiraten) |

|                                     |                |                  |         | |
| 12 februari 1998 «onderlinge duels» | Mexico         | 1 – 0 (gg)       | Jamaica | Los Angeles Memorial Coliseum, Los Angeles Toeschouwers: 45.507 Scheidsrechter: Rodrigo Badilla ( Costa Rica) |
| 12 februari 1998 «onderlinge duels» | Hernández 105' | Wedstrijdverslag |         | Los Angeles Memorial Coliseum, Los Angeles Toeschouwers: 45.507 Scheidsrechter: Rodrigo Badilla ( Costa Rica) |

### Troostfinale
|                                     |             |                  |         | |
| 15 februari 1998 «onderlinge duels» | Brazilië    | 1 – 0            | Jamaica | Los Angeles Memorial Coliseum, Los Angeles Toeschouwers: 91.255 Scheidsrechter: Ali Bujsaim ( Verenigde Arabische Emiraten) |
| 15 februari 1998 «onderlinge duels» | Romário 77' | Wedstrijdverslag |         | Los Angeles Memorial Coliseum, Los Angeles Toeschouwers: 91.255 Scheidsrechter: Ali Bujsaim ( Verenigde Arabische Emiraten) |

### Finale
|                                     |                  |                  |               | |
| 15 februari 1998 «onderlinge duels» | Verenigde Staten | 0 – 1            | Mexico        | Los Angeles Memorial Coliseum, Los Angeles Toeschouwers: 91.255 Scheidsrechter: Ramesh Ramdhan ( Trinidad en Tobago) |
| 15 februari 1998 «onderlinge duels» |                  | Wedstrijdverslag | Hernández 43' | Los Angeles Memorial Coliseum, Los Angeles Toeschouwers: 91.255 Scheidsrechter: Ramesh Ramdhan ( Trinidad en Tobago) |

| CONCACAF Gold Cup Winnaar 1998 |
| ------------------------------ |
| MEXICO 3de titel               |

## Doelpuntenmakers
4 doelpunten
- Paulo Wanchope

- Luis Hernández

3 doelpunten
- Romário

2 doelpunten
- Giovane Élber
- Juan Carlos Plata
- Paul Hall

- Cuauhtémoc Blanco
- Stern John

- Jerren Nixon
- Preki

1 doelpunt
- Edmundo
- Austin Berry
- Wilmer López
- Roy Myers
- Allan Oviedo
- Luis Martén
- Eduardo Sebrango

- Edwin Westphal
- Carlos Pavón
- Marcus Gayle
- Fitzroy Simpson
- Andy Williams
- Ramón Ramírez

- Francisco Palencia
- Clint Marcelle
- Joe-Max Moore
- Eddie Pope
- Roy Wegerle
- Eric Wynalda